# Nisseån
Nisseån is een van de (relatief) kleine riviertjes die het Zweedse eiland Gotland rijk is.  De rivier stroomt van noord naar zuid en mondt uit in de baai Nisseviken, een baai van de Oostzee. De rivier is genoemd naar boerderij Nisse, verderop ligt het toeristische vissersdorp Nisseviken.